# Gurtweil

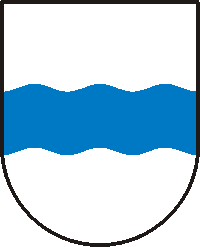
Herb

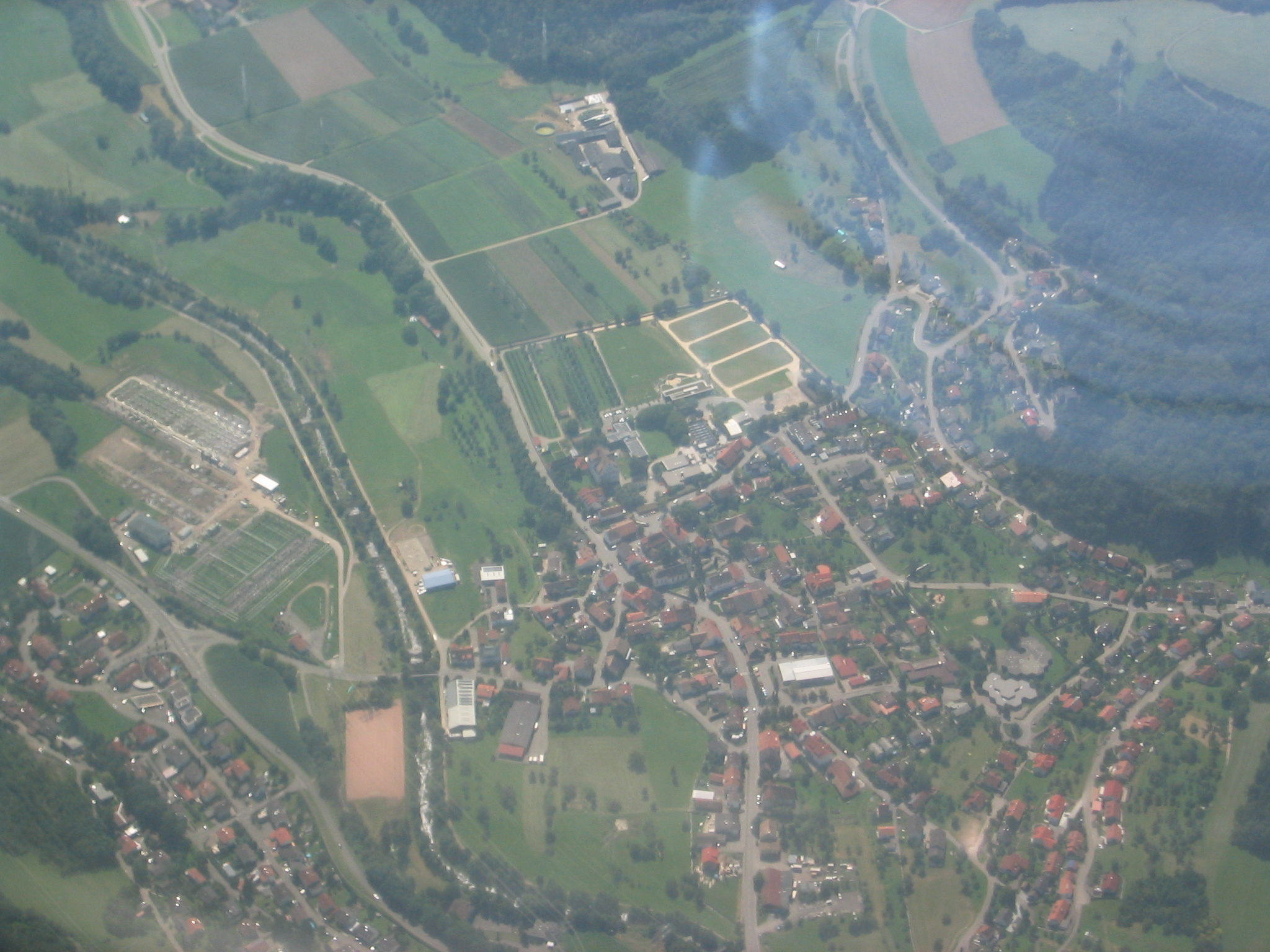
Gurtweil (2007)

Gurtweil – dzielnica miasta Waldshut-Tiengen w południowym Schwarzwaldzie, w kraju związkowym Badenia-Wirtembergia, na wysokości 372 m n.p.m. Zajmuje ona powierzchnię  7,49 km², a w 2005 była zamieszkiwana przez 1641 osób.
Pierwsza wzmianka o Gurtweil pochodzi z 873 roku.
W Gurtweil urodził się Franciszek Maria od Krzyża Jordan – założyciel zgromadzenia salwatorianów.